# 洛斯米拉格罗斯
洛斯米拉格罗斯是巴拿马贝拉瓜斯省拉梅萨区的一个城市，2010年是人口为1,096，设立于2002年6月5日。